# Il porto (Maupassant)
Il porto (Le Port) è un racconto di Guy de Maupassant pubblicato nel 1889. 

## Trama
L'8 maggio 1886 al porto di Marsiglia attracca la nave francese Nostra Signora dei venti, partita quattro anni prima, il 3 maggio 1882, dal porto di Le Havre alla volta della Cina. Un gruppo di marinai normanni guidati da Célestin Duclos, il più disinvolto fra loro, inizia la visita rituale a un postribolo. Dopo qualche ora, fra i fumi dell'alcool, Célestin inizia a conversare con la giovane prostituta con la quale si è intrattenuto, e scopre che i propri genitori e il fratello maggiore sono morti a causa di un'epidemia poco dopo la sua partenza per la Cina, mentre la sua improvvisata compagna è la propria sorella minore Françoise, costretta dal bisogno a prostituirsi.

## Critica
Il porto apparve dapprima sul quotidiano L'Écho de Paris del 15 marzo 1889 e fu ristampato poco dopo nella raccolta di racconti La main gauche. (in lingua italiana, La mano sinistra, 1917). Il porto è tra i racconti di Maupassant che Taine ammirava di più. Un altro ammiratore era Lev Tolstoj che lo tradusse nel 1890 e lo pubblicò anonimo nel 1891 col titolo Françoise (in russo Франсуаза??, Fransuaza). Per Mario Bonfantini questo racconto è «tra i più noti e i più discussi di Maupassant, forse il più ardito e ambizioso. [...] Ma in realtà, malgrado l'impressionante bravura del narratore, sembra che egli sia impari al suo tremendo soggetto, e non sia riuscito a giustificare umanamente la troppo schematica tragedia».

## Edizioni
- Guy de Maupassant, La main gauche, Paris: Paul Ollendorff, 1889[4]
- Guy de Maupassant, Contes et nouvelles; texte établi et annoté par Louis Forestier; préface d'Armand Lanoux; introduction de Louis Forestier, Collezione Bibliothèque de la Pléiade 253, Paris: Gallimard, 1974, ISBN 978-2-07-010805-3
- Guy de Maupassant, La mano Sinistra: Novelle; traduzione di Dario Cinti, Milano: Casa Ed. Sonzogno, 1917
- Guy de Maupassant, Il porto e altri racconti; a cura di Camillo Sbarbaro, Milano: Bompiani, stampa 1945

## Adattamenti
- La mujer del puerto, film messicano del 1934 del cineasta russo Arcady Boytler[5]
- La mujer del puerto, film del 1949 del cineasta messicano Emilio Gómez Muriel[6]
- Le Port, film per la televisione del 1974 di Claude Santelli[7]
- La mujer del puerto, film del 1991 del cineasta messicano Arturo Ripstein[8]